# Campeonato Mundial de Biatlón de 1959
El II Campeonato Mundial de Biatlón se celebró en la localidad alpina de Courmayeur (Francia) el 21 de febrero de 1959 bajo la organización de la Unión Internacional de Biatlón (IBU) y la Federación Francesa de Biatlón. 

## Resultados

### Masculino
| Evento                   | Oro                                                              | Plata                                                      | Bronce                                                          |
| ------------------------ | ---------------------------------------------------------------- | ---------------------------------------------------------- | --------------------------------------------------------------- |
| 20 km individual (21.02) | Vladimir Melanin URSS                                            | Dmitri Sokolov URSS                                        | Sven Agge · Suecia ·                                            |
| Equipo (21.02)           | URSS Vladimir Melanin Dmitri Sokolov Valentin Pshenitsyn 5:10:27 | Suecia · Sven Agge · Adolf Wiklund · Sture Ohlin · 5:26:11 | Noruega · Knut Wold · Henry Hermansen · Ivar Skogsrud · 5:33:47 |

1. ↑  La prueba por equipo consistió en la suma de los tiempos de los tres biatletas de cada país que participaron en la prueba individual.

## Medallero
| Núm. | País    | Oro | Plata | Bronce | Total |
| ---- | ------- | --- | ----- | ------ | ----- |
| 1    | URSS    | 2   | 1     | 0      | 3     |
| 2    | Suecia  | 0   | 1     | 1      | 2     |
| 3    | Noruega | 0   | 0     | 1      | 1     |
|      | TOTAL   | 2   | 2     | 2      | 6     |